# نورث‌همپتون
نورث‌همپتون (به انگلیسی: Northampton) شهری در کشور انگلستان است که این کشور خود بخشی از بریتانیا محسوب می‌شود. این شهر در سال ۱۹۹۱ میلادی ۱۷۹٫۵۹۶ نفر جمعیت داشته و در سرشماری سال ۲۰۰۱ جمعیت آن به ۱۸۹٫۴۷۴ نفر رسیده‌است. میزان رشد سالانهٔ جمعیت نورث‌همپتون ‎-۰٫۳ درصد می‌باشد و جمعیت این شهر در سال ۲۰۱۲ به ۱۸۳٫۳۹۳ نفر تغییر یافت.